# Renato di Savoia-Villars

Stemma di Renato come conte di Tenda

Renato di Savoia-Villars, detto il "Bastardo di Savoia" (1468 – Pavia, 1525), fu conte di Villars dal 1497 e conte di Tenda dal 1509.

## Biografia
Era figlio naturale di Filippo II, duca di Savoia e della sua amante Libera Portoneri. Visse a lungo alla corte di Francia regnante Francesco I, che lo nominò nel 1519 gran maestro di Francia.
Seguì Francesco I nella sesta guerra d'Italia (1521-1526) contro l'imperatore Carlo V, distinguendosi nella battaglia della Bicocca (27 aprile 1522), ma nella battaglia di Pavia (24 febbraio 1525) riportò ferite mortali. Dal 1515 era Governatore e gran Siniscalco di Provenza.
Renato di Savoia sposò il 10 febbraio 1498 Anna Lascaris di Tenda (1487 – 1554) dando inizio alla linea dinastica dei Savoia-Villars.
Morì nella battaglia di Pavia del 1525.

## Matrimonio e discendenza
Da Anna Lascaris di Tenda Renato ebbe cinque figli:
- Claudio (1507 – 1569), conte di Tenda e di Sommariva; Governatore e gran Siniscalco di Provenza
- Maddalena (1510 – 1586), baronessa di Montberon, di La Fère-en-Tardenois, di Gandelus e di Saint-Hilaire. Andò sposa nel 1527 al maresciallo di Francia Anne, duca di Montmorency;
- Onorato II (1511 – 1580), conte di Villars, di Tenda e di Sommariva , barone di Précigny, ammiraglio e maresciallo di Francia (1571).
- Isabella (? – 1587), andata sposa nel 1527 a René de Batanay, conte di Bouchage;
- Margherita (? – 1591), andata sposa nel 1535 al conte di Brienne et Ligny, Carlo II di Luxembourg.

## Ascendenza
|                          |   |                     | Genitori                        |  |  | Nonni |  |  | Bisnonni          |  |  | Trisnonni            |  |
|                          |   |                     |                                 |  |  |       |  |  | Antipapa Felice V |  |  | Amedeo VII di Savoia |  |
|                          |   |                     |                                 |  |  |       |  |  | Antipapa Felice V |  |  | Amedeo VII di Savoia |  |
|                          |   | Bona di Berry       |                                 |  |  |       |  |  | Antipapa Felice V |  |  |                      |  |
| Ludovico di Savoia       |   |                     |                                 |  |  |       |  |  | Antipapa Felice V |  |  |                      |  |
|                          |   | Maria di Borgogna   | Filippo II di Borgogna          |  |  |       |  |  |                   |  |  |                      |  |
|                          |   | Maria di Borgogna   | Filippo II di Borgogna          |  |  |       |  |  |                   |  |  |                      |  |
|                          |   | Maria di Borgogna   | Margherita III delle Fiandre    |  |  |       |  |  |                   |  |  |                      |  |
| Filippo II di Savoia     |   | Maria di Borgogna   |                                 |  |  |       |  |  |                   |  |  |                      |  |
|                          |   | Giano di Lusignano  | Giacomo I di Cipro              |  |  |       |  |  |                   |  |  |                      |  |
|                          |   | Giano di Lusignano  | Giacomo I di Cipro              |  |  |       |  |  |                   |  |  |                      |  |
|                          |   | Giano di Lusignano  | Helvis di Brunswick-Grubenhagen |  |  |       |  |  |                   |  |  |                      |  |
| Anna di Lusignano        |   | Giano di Lusignano  |                                 |  |  |       |  |  |                   |  |  |                      |  |
|                          |   | Carlotta di Borbone | Giovanni I di Borbone-La Marche |  |  |       |  |  |                   |  |  |                      |  |
|                          |   | Carlotta di Borbone | Giovanni I di Borbone-La Marche |  |  |       |  |  |                   |  |  |                      |  |
|                          |   | Carlotta di Borbone | Caterina di Vendôme             |  |  |       |  |  |                   |  |  |                      |  |
| Renato di Savoia-Villars |   | Carlotta di Borbone |                                 |  |  |       |  |  |                   |  |  |                      |  |
|                          | … | …                   |                                 |  |  |       |  |  |                   |  |  |                      |  |
|                          | … | …                   |                                 |  |  |       |  |  |                   |  |  |                      |  |
|                          | … | …                   |                                 |  |  |       |  |  |                   |  |  |                      |  |
| …                        | … |                     |                                 |  |  |       |  |  |                   |  |  |                      |  |
|                          |   | …                   | …                               |  |  |       |  |  |                   |  |  |                      |  |
|                          |   | …                   | …                               |  |  |       |  |  |                   |  |  |                      |  |
|                          |   | …                   | …                               |  |  |       |  |  |                   |  |  |                      |  |
| Libera Portoneri         |   | …                   |                                 |  |  |       |  |  |                   |  |  |                      |  |
|                          |   | …                   | …                               |  |  |       |  |  |                   |  |  |                      |  |
|                          |   | …                   | …                               |  |  |       |  |  |                   |  |  |                      |  |
|                          |   | …                   | …                               |  |  |       |  |  |                   |  |  |                      |  |
| …                        |   | …                   |                                 |  |  |       |  |  |                   |  |  |                      |  |
|                          |   | …                   | …                               |  |  |       |  |  |                   |  |  |                      |  |
|                          |   | …                   | …                               |  |  |       |  |  |                   |  |  |                      |  |
|                          |   | …                   | …                               |  |  |       |  |  |                   |  |  |                      |  |
|                          |   | …                   |                                 |  |  |       |  |  |                   |  |  |                      |  |